# Roberto Locatelli
Pour les articles homonymes, voir Locatelli.
Roberto Locatelli, né le 5 juillet 1974 à Bergame, est un pilote de vitesse moto italien.

## Palmarès
- 1 titre de champion du monde (1 en 125 cm3 en 2000).
- 1 place de 3e en championnat du monde en 2004 (en 125 cm3).
- 224 départs.
- 9 victoires (9 en 125 cm3).
- 7 deuxièmes place.
- 9 troisièmes place.
- 18 poles (1 en 250 cm3 / 17 en 125 cm3).
- 25 podiums (6 en 250 cm3 / 19 en 125 cm3).
- 10 meilleurs tours en course.

### Victoires en125cm3: 9
| Année | Lieu du Grand Prix                           | Circuit                         | Ville                |
| ----- | -------------------------------------------- | ------------------------------- | -------------------- |
| 1999  | Grand Prix moto de France                    | Circuit Paul-Ricard             | Le Castellet         |
| 1999  | Grand Prix moto d'Italie                     | Circuit du Mugello              | Florence             |
| 2000  | Grand Prix moto de Malaisie                  | Circuit international de Sepang | Sepang               |
| 2000  | Grand Prix moto d'Italie                     | Circuit du Mugello              | Florence             |
| 2000  | Grand Prix moto de République tchèque        | Circuit de Masaryk              | Brno                 |
| 2000  | Grand Prix moto de la Communauté valencienne | Circuit de Valence              | Valence              |
| 2000  | Grand Prix moto du Pacifique                 | Circuit de Motegi               | Motegi               |
| 2004  | Grand Prix moto d'Italie                     | Circuit du Mugello              | Florence             |
| 2004  | Grand Prix moto d'Allemagne                  | Sachsenring                     | Hohenstein-Ernstthal |

## Carrière en Grand Prix moto

### Par catégorie
| Cat.    | Année                         | 1er GP   | 1er Podium | 1re Victoire | Courses | Victoires | Podiums | Pole | M.tours¹ | Points | Titres |
| ------- | ----------------------------- | -------- | ---------- | ------------ | ------- | --------- | ------- | ---- | -------- | ------ | ------ |
| 125 cm3 | 1994;1997-2000;2003-2004      | ITA 1994 | GER 1998   | FRA 1999     | 84      | 9         | 19      | 17   | 8        | 803    | 1      |
| 250 cm3 | 1995-1996;2001-2002;2005-2009 | AUS 1995 | JAP 2001   |              | 130     | 0         | 6       | 1    | 2        | 831    | 0      |
| Total   | 1994-2009                     |          |            |              | 224     | 9         | 25      | 18   | 10       | 1634   | 1      |